# Sistema de gerenciamento de workflow
Um sistema de gerenciamento de Workflow - WfMS (Workflow Management Systems) é um sistema que define, gerencia e executa workflows com o suporte de um software e cuja ordem de atividades é guiada por uma representação lógico de um workflow no computador.
Uma vez que um processo é definido, um WfMS garante que as atividades deste processo ocorram na seqüência definida e que cada usuário envolvido no processo seja informado que uma atividade deve ser realizada, alertando-os para a execução de suas tarefas.
Todos os WfMS oferecem suporte para três áreas funcionais:
1. Função de tempo de construção: oferece suporte à definição e modelagem do processo de workflow;
2. Funções de controle em tempo de execução: gerencia os processos de workflow em um ambiente operacional. Preocupa-se também com o seqüenciamento de várias atividades para serem manuseadas como parte de cada processo;
3. Interações em tempo de execução com usuários e ferramentas para processamento dos vários passos das atividades.